# 1964年夏季奧林匹克運動會火炬接力
1964年夏季奧林匹克運動會火炬接力是指在1964年在希臘採集的一刻開始至燃點至1964年10月10日在東京奧林匹克體育場聖火火盤的一刻。

## 路線
聖火傳遞經過多個城市，大部份位於亞洲。
聖火於1964年8月21日在希臘奧林匹亞按照傳統儀式取火，之後展開傳遞，經過城市包括土耳其伊斯坦布爾、黎巴嫩貝魯特、伊朗德黑蘭、巴基斯坦伊斯蘭堡、印度新德里、緬甸仰光、泰國曼谷、馬來西亞吉隆坡、菲律賓馬尼拉、英屬香港、中華民國台北，再進入琉球（當時由美國託管），並以東京為終點。
聖火傳遞路線全長26,065公里，歷時51天，途徑12個國家，參與人數達5,244人，兩者均破當時紀錄。

### 英屬香港
聖火在1964年9月4日傍晚6時由日本航空富士號專機運抵香港，當晚由啟德機場出發，經土瓜灣道、漆咸道至尖沙咀公共碼頭，然後由皇家香港遊艇會派遣的遊艇，將聖火經維多利亞港運至中環皇后碼頭，最後傳遞到香港大會堂音樂廳，由香港總督戴麟趾燃點聖火盆。全程由7名運動員火炬手負責傳遞。因超強颱風露比吹襲香港，聖火停留多一日，在9月6日上午11時按原路線反方向運至啟德機場，於下午1時45分離開香港，而聖火則整晚於大會堂對開燃燒。
為紀念聖火首次經過香港，戴麟趾宣佈將啟德機場附近的一段道路和一個花園，分別命名為「世運道」及「世運公園」。
該次聖火傳遞之後，奧運聖火再次抵港是44年後的2008年奧運的火炬接力。

### 台北
聖火於9月6日由日本航空專機運抵台北市，傳遞路線由松山機場出發，經民權東路、南京東路、西門町中華路、總統府、信義路、南京東路，以台北市立體育場（現更名為「台北田徑場」）為終點。聖火在翌日（9月7日）按原路線反方向運至松山機場離開台北。
為迎接聖火首次經過台北，政府打造了一座毛公鼎造型聖火台放在台北市立體育場門前，供聖火停駐一夜。
這是迄今唯一一次進入台灣的奧運聖火。

## 聖火盜竊
該次聖火傳遞曾發生盜竊事件。負責守衛聖火的一名工作人員，擅自盜取聖火在家燃點，事隔20年至1984年被其家人不小心弄熄才被揭發。

## 外部連結
- 香港電台：1964年奧運火炬香港傳遞（页面存档备份，存于）